# Filippino Gonzaga di Palazzolo

Stemma dei Gonzaga, 1433

Filippino Gonzaga (... – 18 febbraio 1414) è stato un condottiero italiano.

## Biografia
Era figlio di Corrado Gonzaga, capostipite della linea cadetta dei Nobili Gonzaga e di Verde Beccaria.
Fu al servizio di Guido Gonzaga, signore di Mantova che lo nominò ambasciatore presso la corte dell'imperatore Carlo IV. Perorò la causa dei figli di Guido Ludovico e Francesco affinché fossero assolti per l'omicidio del loro fratello Ugolino, avvenuto nel 1362.

## Discendenza
Filippino sposò Orsola Cavriani (?-1414) ed ebbero cinque figli:
- Bartolomeo (1380-1423), condottiero
- Corrado, al servizio degli Scaligeri
- Luigi (?-1440), sposò Luigia Gonzaga dei Gonzaga di Novellara
- Francesco
- Guido, detto "il Piccino", sposò Polissena Gonzaga

## Ascendenza
|                                     |   |                                                  | Genitori                                  |  |  | Nonni |  |  | Bisnonni      |  |  | Trisnonni       |  |
|                                     |   |                                                  |                                           |  |  |       |  |  | Guido Corradi |  |  | Antonio Corradi |  |
|                                     |   |                                                  |                                           |  |  |       |  |  | Guido Corradi |  |  | Antonio Corradi |  |
|                                     |   | Richilde Pedroni                                 |                                           |  |  |       |  |  | Guido Corradi |  |  |                 |  |
| Luigi I Gonzaga, signore di Mantova |   |                                                  |                                           |  |  |       |  |  | Guido Corradi |  |  |                 |  |
|                                     |   | Estrambina di San Martino                        | Strambino, conte di San Martino           |  |  |       |  |  |               |  |  |                 |  |
|                                     |   | Estrambina di San Martino                        | Strambino, conte di San Martino           |  |  |       |  |  |               |  |  |                 |  |
|                                     |   | Estrambina di San Martino                        | …                                         |  |  |       |  |  |               |  |  |                 |  |
| Corrado Gonzaga                     |   | Estrambina di San Martino                        |                                           |  |  |       |  |  |               |  |  |                 |  |
|                                     |   | Pandolfo I Malatesta, signore di Pesaro e Rimini | Malatesta da Verucchio, signore di Rimini |  |  |       |  |  |               |  |  |                 |  |
|                                     |   | Pandolfo I Malatesta, signore di Pesaro e Rimini | Malatesta da Verucchio, signore di Rimini |  |  |       |  |  |               |  |  |                 |  |
|                                     |   | Pandolfo I Malatesta, signore di Pesaro e Rimini | Margherita Paltenieri                     |  |  |       |  |  |               |  |  |                 |  |
| Caterina Malatesta                  |   | Pandolfo I Malatesta, signore di Pesaro e Rimini |                                           |  |  |       |  |  |               |  |  |                 |  |
|                                     |   | Taddea da Rimini                                 | …                                         |  |  |       |  |  |               |  |  |                 |  |
|                                     |   | Taddea da Rimini                                 | …                                         |  |  |       |  |  |               |  |  |                 |  |
|                                     |   | Taddea da Rimini                                 | …                                         |  |  |       |  |  |               |  |  |                 |  |
| Filippino Gonzaga                   |   | Taddea da Rimini                                 |                                           |  |  |       |  |  |               |  |  |                 |  |
|                                     | … | …                                                |                                           |  |  |       |  |  |               |  |  |                 |  |
|                                     | … | …                                                |                                           |  |  |       |  |  |               |  |  |                 |  |
|                                     | … | …                                                |                                           |  |  |       |  |  |               |  |  |                 |  |
| Lodrisio Beccaria, nobile di Pavia  | … |                                                  |                                           |  |  |       |  |  |               |  |  |                 |  |
|                                     |   | …                                                | …                                         |  |  |       |  |  |               |  |  |                 |  |
|                                     |   | …                                                | …                                         |  |  |       |  |  |               |  |  |                 |  |
|                                     |   | …                                                | …                                         |  |  |       |  |  |               |  |  |                 |  |
| Verde Beccaria                      |   | …                                                |                                           |  |  |       |  |  |               |  |  |                 |  |
|                                     |   | …                                                | …                                         |  |  |       |  |  |               |  |  |                 |  |
|                                     |   | …                                                | …                                         |  |  |       |  |  |               |  |  |                 |  |
|                                     |   | …                                                | …                                         |  |  |       |  |  |               |  |  |                 |  |
| …                                   |   | …                                                |                                           |  |  |       |  |  |               |  |  |                 |  |
|                                     |   | …                                                | …                                         |  |  |       |  |  |               |  |  |                 |  |
|                                     |   | …                                                | …                                         |  |  |       |  |  |               |  |  |                 |  |
|                                     |   | …                                                | …                                         |  |  |       |  |  |               |  |  |                 |  |
|                                     |   | …                                                |                                           |  |  |       |  |  |               |  |  |                 |  |